# جون إيفيرارد
جون إيفيرارد (بالإنجليزية: John Everard)‏ هو دبلوماسي وكاتب بريطاني، ولد في 24 نوفمبر 1956 في نيوكاسل أبون تاين في المملكة المتحدة.